# Stadion Călărășăuca
Stadion Călărășăuca – stadion piłkarski w Otaci, w Mołdawii. Może pomieścić 2 000 widzów. Swoje spotkania rozgrywa na nim drużyna Nistru Otaci.